# Chaetocnema excavata
Chaetocnema excavata es un coleóptero de la familia Chrysomelidae. Fue descrita científicamente en 1997 por Medvedev.